# دانته ۲۱
«دانته ۲۱» (به انگلیسی: Dante XXI) آلبومی از سپولترا است که در سال ۲۰۰۶ میلادی منتشر شد.